# إدوارد هيرش
إدوارد هيرش (بالإنجليزية: Edward Hirsch) هو شاعر أمريكي، ولد في 20 يناير 1950 في شيكاغو في الولايات المتحدة.

## وصلات خارجية
- إدوارد هيرش على موقع ميوزك برينز (الإنجليزية)